# Böglunga sögur
Le Saghe dei Bagler (norreno Böglunga sögur o Bǫglunga sǫgur) sono delle saghe dei re che narrano eventi svoltisi in Norvegia tra il 1202 e il 1217 durante le guerre civili norvegesi dal punto di vista della fazione dei Bagler. Esse sono le nostre fonti principali sugli eventi di quel periodo della storia della Norvegia. Ce ne sono due versioni, una breve e una lunga, che nelle edizioni moderne vengono stampate insieme come un'unica saga.
Le Saghe dei Bagler parlano dei regni dei re dei birkebeiner Haakon Sverreson, Guttorm Sigurdsson e Inge Baardsson e dei re dei bagler Erling Steinvegg e Filippus Simonsson.
Le Saghe dei Bagler cominciano la storia dove la Sverris saga la conclude, alla morte di re Sverrir nel 1202. La versione più vecchia, quella più breve, termina con il matrimonio di Filippus nel 1209; la più recente e più lunga continua invece la storia fino alla morte di re Inge nel 1217. La versione più vecchia è neutrale nella sua descrizione degli eventi, senza un chiaro biasimo per i birkebeiner o i bagler; fu probabilmente scritta non molto tempo dopo la fine degli eventi ivi narrati, nel 1209. La versione più recente fu probabilmente scritta da qualcuno che voleva espandere la vecchia versione con più materiale sui birkebeiner e continuare la storia fino a coprire tutto il regno di Inge; fu probabilmente scritta non oltre l'inizio degli anni Venti del Duecento. L'autore di questa versione è chiaramente dalla parte dei birkebeiner, e mostra particolare simpatia per re Inge, anche nelle sue dispute con suo fratello, lo jarl Haakon il Pazzo.
Sono ignoti entrambi gli autori. Ci sono indizi che fanno pensare che entrambi gli autori siano islandesi, sebbene non lo si possa dire con certezza.